# Maida Vale (Van der Graaf Generator)
Maida Vale of officieel: Maida Vale: The BBC Radio One Sessions is een verzamelalbum van Van der Graaf Generator. Het is gevuld met live-opnamen vanuit de jaren 1971 tot 1976 gemaakt in de Maida Vale Studios voor uitzending via BBC Radio 1. Het album werd uitgebracht in een periode dat Van der Graaf Generator al tijden niet meer bestond (1978) en het nog lange tijd wachten was op een reünie (2005).
In 2015, toen de band wel weer volledig aan de slag was werd het album opgenomen in een nieuw verzamelalbum getiteld After the flood.  

## Musici
- Peter Hammill – zang, piano, gitaar
- Hugh Banton – toetsinstrumenten, baspedalen
- David Jackson – saxofoons, dwarsfluit en effecten
- Guy Evans – drumstel, percussie

## Muziek
Alle tracks geschreven door Hammill, behalve Scorched Earth door Hammill/Jackson. 

| Nr. | Titel                                                  | Duur  |
| --- | ------------------------------------------------------ | ----- |
| 1.  | Darkness (voor Sounds of the Seventies, 10 juni 1971)  | 7:17  |
| 2.  | Man-Erg (voor Sounds of the Seventies, 10 juni 1971)   | 11:00 |
| 3.  | Scorched Eart (voor John Peel Show, 3 juli 1975)       | 9:40  |
| 4.  | Sleepwalkers (voor John Peel Show, 3 juli 1975)        | 8:58  |
| 5.  | Still life (voor John Peel Show, 1 april 1976)         | 7:20  |
| 6.  | La Rossa (voor John Peel Show, 1 april 1976)           | 10:00 |
| 7.  | When she comes (voor John Peel Show, 11 november 1976) | 8:08  |
| 8.  | Masks (voor John Peel Show, 11 november 1976)          |       |
| 81. | Naamloos                                               | 7:22  |